# 존 아인스

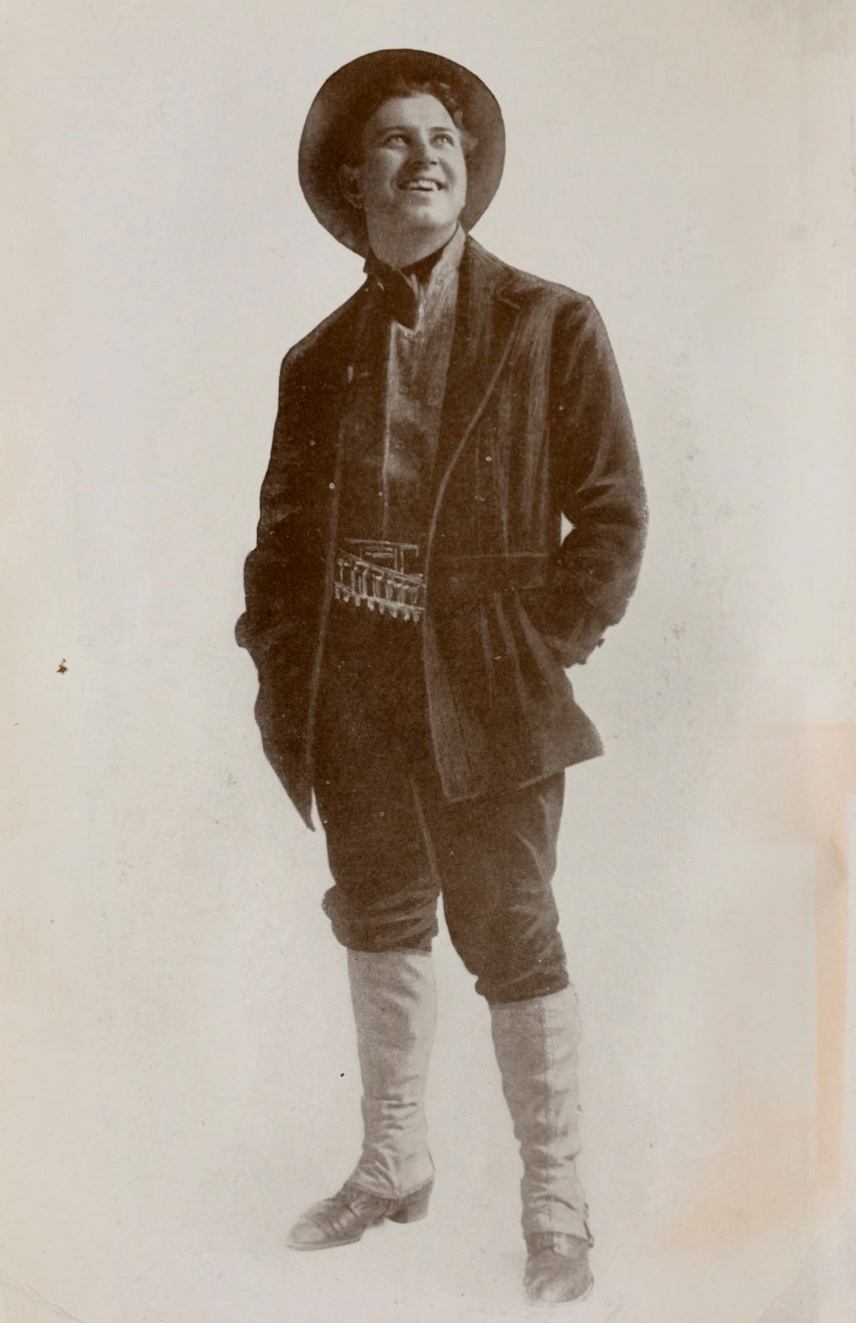

존 아인스(John Ince, 본명: 존 에드워드 아인스, John Edward Ince, 1878년 8월 29일 – 1947년 4월 10일)는 미국의 무대 및 영화 배우, 영화 감독이다. 토머스 H. 아인스와 랠프 아인스의 형이다.

## 참여 작품
- 모던 타임스 (영화)
- 윌슨 (1944년 영화)